# غنطوس الرامي
غنطوس بن إبراهيم الرامي (1910 - 1994)، هو شاعر وصحافي وإذاعي لبناني. يُعد الرامي الإذاعي الأول في لبنان، وعلى يديه تتلمذت أجيال من الإذاعيين، وقد عمل في الإذاعة اللبنانية منذ تأسيسها عام 1938م باسم «راديو الشرق».
ولد عام 1910 في بلدة تربل (قضاء زحلة)، وفيها توفي عام 1994. عاش في لبنان.
تلقى مرحلته التعليمية الابتدائية في بلدة فالوغا، ثم انتقل إلى مدرسة الحكمة في بيروت التي حصل منها على شهادته الثانوية. عمل مدرسًا في مدرسة الحكمة مدة انتقل بعدها إلى الإذاعة اللبنانية ليعمل قارئًا للنشرات الإخبارية، وظل في وظيفته هذه حتى رأس دائرة الأخبار، وكان قد زاول مهنة الصحافة؛ فكتب في جريدتي «النهار ولسان الحال» وغيرهما من الصحف. يعد واحدًا من مؤسسي إذاعة لبنان الرسمية.

## من مؤلفاته
- «سمر» ديوان شعر. (1943).
- «شهرورد» - مجموعة قصصية (1946).
- «الأمير الصغير» - (ترجمة).

## الجوائز
- حصل على وسام الاستحقاق اللبناني المذهب،
- كما حصل على وسام فارس من الرئيس اللبناني إلياس الهراوي.